# Irimești, Prahova
Irimești este o localitate componentă a orașului Breaza din județul Prahova, Muntenia, România.
Așezarea este atestată documentar în 1571.
Satul Irimești este situat între centrul propriu-zis al orașului Breaza—de care aparține și administrativ— și satele Izvoru și Provița de Sus. Este o zonă de deal cu foarte mulți pomi fructiferi—meri, pruni, cireși, vișini, nuci, peri—, are o climă deosebit de blândă, deoarece este situat într-o vale care ii conferă protecție împotriva curenților de aer. 